# Zhang Zai
Zhang Zai (張載T, 张载S, Zhāng ZàiP, Chang TsaiW; Kaifeng, 1020 – 1077) è stato un filosofo cinese, pioniere del neoconfucianesimo.

## Biografia
Zhang Zai era cugino di altri due noti neoconfuciani: Cheng Yi e Cheng Hao. Inizialmente intraprese gli studi militari, poi su raccomandazione di un suo insegnante venne introdotto al neoconfucianesimo, che abbandonò brevemente per lo studio del Buddhismo e del taoismo, sino a tornare definitivamente alla filosofia di origine. Nel 1056 tenne una lezione su Il libro dei mutamenti nella capitale seduto sulla pelle di una tigre.
Dopo aver ricoperto per breve tempo un incarico presso la corte dell'imperatore, si ritirò a Hengqu, nello Shaanxi, dove si dedicò all'insegnamento e agli studi. Nel 1076 completò il suo capolavoro Zhengmeng (正蒙, "Correggere l'ignoranza"). Nello stesso anno venne richiamato nella capitale per un importante incarico, che non ricoprì mai per le avverse condizioni di salute. Morì sulla via di ritorno a Hengqu nel 1077.

## Il pensiero
Il pensiero metafisico di Zhang Zai si basa soprattutto su Il libro dei mutamenti, in particolare a una delle sue appendici tradizionalmente attribuita a Confucio. Per Zhang Zai ogni cosa è formata dalla sostanza del qi, che include la materia e le forze che la governano, ovvero lo ying e lo yang. Il qi né si crea e né si distrugge, ma si trasforma attraverso un continuo processo di condensazione e dispersione. A differenza dei buddhisti, il fatto che esso cambi è la prova che sia reale, e costituisce ogni cosa reale dell'universo. Zhang Zai fa spesso riferimento al qi con l'espressione "Grande Vacuità", usata anche da Zhuāngzǐ.
Nella filosofia di Zhang Zai il concetto di li ("cammino") non occupa un posto di rilievo, come per Cheng Yi e Zhu Xi. Per lui non c'è nulla al di fuori del qi. In risposta al dilemma di Mencio riguardo a cosa rende gli umani cattivi se la natura è buona, egli risponde affermando che la natura originale incarna la perfezione, mentre il qi in continuo divenire incarna la natura umana. Tuttavia, la natura dell'uomo può essere soggetta a elevazione morale tramite lo sforzo. Uno dei modi che ogni uomo ha per migliorare è l'istruzione.